# Лучше звоните Солу (Во все тяжкие)
«Лучше звоните Солу» (англ. Better Call Saul) — восьмой эпизод второго сезона американского драматического телесериала «Во все тяжкие», и пятнадцатый во всём сериале. Автор сценария — Питер Гулд, режиссёр — Терри Макдоно.
В этом эпизоде состоялось первое появление Боба Оденкерка в роли Сола Гудмана в сериале. Он был повышен до актёра основного состава в третьем сезоне и оставался в этом составе до конца сериала, а затем повторил свою роль в сериале «Лучше звоните Солу».

## Сюжет
Барсука, дилера и друга Джесси, арестовывают в ходе спецоперации полицейские Альбукерке. Уолт и Джесси слышат об этом, когда они понимают, что он выплатил всю свою долю, и решают нанять продажного адвоката по имени Сол Гудман, у которого есть строка реклам на скамейках парков и на вечернем телевидении. Сол уже вызвался быть адвокатом Барсука, при условии, что он сможет оплатить услугу, и выяснил, что в этом замешано УБН, надеясь, что Барсук приведёт их к Гейзенбергу. Уолт идёт в офис Сола, притворившись дядей Барсука, и узнаёт, что Сол будет консультировать Барсука, потому что он долго не протянет в тюрьме. Уолт предлагает ему взятку, чтобы удержать Барсука от признания, но Сол отказывает ему. Уолт и Джесси похищают Сола и угрожают убить его, если он не удержит Барсука от сотрудничества с полицией, но Сол видит через их методы запугивания и вместо этого просит оплаты, чтобы он мог законно быть их представителем, и держать их переговоры в тайне. Сол организовывает человека, который зарабатывает на жизнь тем, что ему платят другие преступники, чтобы пойти в тюрьму, выдавая себя за Гейзенберга. ОБН арестовывает его, когда Барсук устраивает поддельную сделку, но Хэнк не до конца убеждён. Позже, Сол навещает Уолта в школе, говоря, что его слишком легко найти. Он предлагает, чтобы он стал его очным адвокатом и советником в заметании следов.
Скайлер идёт на работу в субботу, и Уолт замечает, что она выглядит особенно приятно — возможно наряжаясь для её босса, который является её дальним знакомым. Хэнк по-прежнему страдает от последствий убийства Туко и видения взрыва бомбы в Хуаресе. Уолт даёт ему ободряющую речь, рассказывая о том, как у него не было страха в жизни с тех пор, как у него был диагностирован рак, и с уверенностью знал, что убьёт его. Это помогает Хэнку выйти из дома, но у него всё ещё есть приступы тревоги. Между тем, Джесси переспал с Джейн. Он предлагает ей покурить марихуану, и она раскрывает, что она находится в процессе восстановления от наркомании и была чистой в течение 18 месяцев. Он соглашается перестать курить в доме. Позже он заказывает матрас, так как у него нет никакой мебели в квартире. Увидев это, Джейн заходит и двое начинают целоваться снова.

## Производство
Сценарий к эпизоду написал Питер Гулд, а режиссёром стал Терри Макдоно. Премьера состоялась на канале AMC в США и Канаде 26 апреля 2009 года.

## Реакция критиков
Эпизод был очень хорошо принят. Донна Боумен из The A.V. Club дала эпизоду оценку A, и похвалила возрастающую роль Джесси и Уолта в мире наркотиков.